# Simpsonowie (seria 17)
Poniższa lista przedstawia 22 odcinki siedemnastego sezonu serialu animowanego Simpsonowie, oryginalnie wyemitowanego w amerykańskiej telewizji FOX. Odcinki w Polsce zostały zaprezentowane przez Canal+.
| # | Kraj              | Premiera          | Tytuł                                 |
| --- | ----------------- | ----------------- | ------------------------------------- |
| 357 - 17x01 GABF18 | Stany Zjednoczone | 11 września 2005  | Bonfire of the Manatees               |
| 357 - 17x01 GABF18 | Polska            | 24 maja 2007      | Na ratunek manatom                    |
| Homer wpada w długi związane z obstawianiem meczów i pozwala mafii nakręcić film „tylko dla dorosłych” w swym domu bez pozwolenia Marge. Kiedy ona i dzieci wracają z wycieczki do „Wioski Świętego Mikołaja” i zastają dom podczas kręcenia zdjęć, Marge odjeżdża. Później poznaje Caleba Thorna, biologa morskiego z pasją ratowania zagrożonych wyginięciem manatów. - Gag z tablicą: Czy jakikolwiek dzieciak jeszcze tak robi? - Gościnnie wystąpił Alec Baldwin. |                   |                   |                                       |
| 358 - 17x02 GABF16 | Stany Zjednoczone | 18 września 2005  | The Girl Who Slept Too Little         |
| 358 - 17x02 GABF16 | Polska            | 25 maja 2007      | O dziewczynce, która spała za mało    |
| Gdy rodzina blokuje budowę muzeum znaczków pocztowych obok ich domu, obiekt zostaje postawiony na miejscu cmentarza. Cmentarz z kolei zostaje przeniesiony obok domu Simpsonów i wywołuje u Lisy spowodowaną strachem bezsenność. |                   |                   |                                       |
| 359 - 17x03 GABF19 | Stany Zjednoczone | 25 września 2005  | Milhouse of Sand and Fog              |
| 359 - 17x03 GABF19 | Polska            | 28 maja 2007      | Milhouse’a zamki na piasku            |
| Maggie choruje na ospę wietrzną i Homer zarabia na infekowaniu chorobą dzieci zainteresowanych sąsiadów, lecz sam w końcu się zaraża. Rodzice Milhouse’a schodzą się ze sobą, lecz on i Bart próbują ich ponownie rozdzielić, aby zwracali więcej uwagi na Milhouse’a. Kładą stanik na łóżku Kirka i zostaje on rozpoznany przez Luann i Homera jako należący do Marge. Gdy Marge zostaje oskarżona o romans z Kirkiem, Bart zdaje sobie sprawę, że to może zrujnować małżeństwo jego rodziców. |                   |                   |                                       |
| 360 - 17x04 GABF17 | Stany Zjednoczone | 6 listopada 2005  | Treehouse of Horror XVI               |
| 360 - 17x04 GABF17 | Polska            | 29 maja 2007      | Straszny domek na drzewie XVI         |
| Barto-inteligencja - Po skoku z dachu do basenu Bart zapada w śpiączkę, z której może się już nie obudzić. Aby go czymś zastąpić, rodzina decyduje się na zakup robota o imieniu David. Szybko udowadnia, że jest lepszym synem niż Bart był kiedykolwiek. Przetrwają najgrubsi - Homer i inni są uczestnikami programu „Światowe mistrzostwa w ludobójstwie”, grę survivalową, w której Pan Burns próbuje wszystkich zabić. Homerowi udaje się jako jedynemu przetrwać noc i teraz w pojedynkę musi walczyć o przetrwanie. Wyhodowałam kostium na twojej twarzy - Wiedźma po porażce w konkursie na strój halloweenowy zamienia mieszkańców Springfield w stwory, za które oni się przebrali. Tylko Maggie ma moc, by odwrócić zaklęcie. - Gościnnie wystąpili Terry Bradshaw i Dennis Rodman. |                   |                   |                                       |
| 361 - 17x05 GABF20 | Stany Zjednoczone | 13 listopada 2005 | Marge's Son Poisoning                 |
| 361 - 17x05 GABF20 | Polska            | 30 maja 2007      | Maminsynek                            |
| Marge kupuje rower typu tandem i gdy nie daje sobie sama z nim rady, Bart oferuje jej wspólną przejażdżkę. Z biegiem czasu spędza coraz więcej czasu z matką, aż szkolne łobuzy oskarżają go o bycie maminsynkiem. Homer nabywa hantlę i jego prawe ramię staje się muskularne od tysięcy uniesień. Moe zachęca go do wzięcia udziału w turnieju na siłowanie się na rękę. |                   |                   |                                       |
| 362 - 17x06 GABF21 | Stany Zjednoczone | 20 listopada 2005 | See Homer Run                         |
| 362 - 17x06 GABF21 | Polska            | 31 maja 2007      | Dzień Ojca                            |
| Aby odzyskać miłość Lisy, Homer podejmuje pracę jako „Salamandra Bezpieczeństwa”, w trakcie której zdobywa społeczne uznanie po uratowaniu wielu osób z karambolu drogowego. Obywatele Springfield żądają ponownych wyborów burmistrza i ośmielony sukcesem Homer startuje w wyścigu przeciwko Quimby'emu. |                   |                   |                                       |
| 363 - 17x07 GABF22 | Stany Zjednoczone | 27 listopada 2005 | The Last of the Red Hat Mamas         |
| 363 - 17x07 GABF22 | Polska            | 1 czerwca 2007    | Stowarzyszenie Radosnych Pomidorków   |
| Marge wstępuje do kobiecego stowarzyszenia po tym, jak Homer spędza z nią mniej czasu. Okazuje się, że nowi przyjaciele Marge to złodziejki planujące włamanie. Tymczasem Milhouse uczy Lisę włoskiego, aby mogła cieszyć się wakacjami we Włoszech. - Gościnnie wystąpiła Lily Tomlin. |                   |                   |                                       |
| 364 - 17x08 HABF02 | Stany Zjednoczone | 11 grudnia 2005   | The Italian Bob                       |
| 364 - 17x08 HABF02 | Polska            | 4 czerwca 2007    | [ 1 ]                                 |
| Pan Burns rozbija swój wóz i wysyła Homera z rodziną do Włoch po odbiór jego nowego sportowego auta. Podczas swej włoskiej przygody Simpsonowie trafiają do małej wioski, gdzie Pomocnik Bob rządzi jako burmistrz. Pomocnik Bob imponuje Simpsonom i obiecują milczeć przed mieszkańcami o jego podłej przeszłości dopóki jeden z członków rodziny pod wpływem wina wszystkiego nie papla. - Gościnnie wystąpiła Maria Grazia Cucinotta. |                   |                   |                                       |
| 365 - 17x09 HABF01 | Stany Zjednoczone | 18 grudnia 2005   | Simpsons Christmas Stories            |
| 365 - 17x09 HABF01 | Polska            | 5 czerwca 2007    | Świąteczne opowieści                  |
| Odcinek bożonarodzeniowy, zawierający trzy historie: The First D'oh-el - Homer na nabożeństwie opowiada historię o narodzinach Chrystusa. I Saw Grampa Cussing Santa Claus - Podczas II wojny Pan Burns i Dziadek lądują na bezludnej wyspie. The Nutcracker...Sweet - Parodia „Dziadka do orzechów”. |                   |                   |                                       |
| 366 - 17x10 HABF03 | Stany Zjednoczone | 8 stycznia 2006   | Homer's Paternity Coot                |
| 366 - 17x10 HABF03 | Polska            | 6 czerwca 2007    | Homer w rozterce                      |
| Dym ze „Springfieldzkiego pożaru opon” topi część śniegu na Górze Springfield odsłaniając zamrożonego listonosza. Jeden z jego starych listów jest zaadresowany do matki Homera i zdaje się sugerować, że Dziadek może nie być prawdziwym ojcem Homera. - Gag z tablicą: Nie jestem mądrzejszy od prezydenta - Gościnnie wystąpili Michael York, William H. Macy i Joe Frazier. |                   |                   |                                       |
| 367 - 17x11 HABF04 | Stany Zjednoczone | 29 stycznia 2006  | We're on the Road to D'ohwhere        |
| 367 - 17x11 HABF04 | Polska            | 7 czerwca 2007    | Na drodze donikąd                     |
| Bart kradnie Dyrektorowi Skinnerowi klucze do szkolnej kotłowni, za co Marge i Homer posyłają go do „obozu poprawczego”. Homer zmuszony jest do odwołania swej długo oczekiwanej wycieczki do Las Vegas, by móc zawieźć Barta na obóz. W drodze Homer próbuje zacieśnić więzy z Bartem. - Gag z tablicą: Nauczyciel nie został porzucony - decyzja była wspólna |                   |                   |                                       |
| 368 - 17x12 HABF05 | Stany Zjednoczone | 26 lutego 2006    | My Fair Laddy                         |
| 368 - 17x12 HABF05 | Polska            | 8 czerwca 2007    | „My Fair Lady” według Lisy            |
| Kiedy Bart przypadkowo niszczy chatkę Williego, Marge przygarnia woźnego pod swój dach. Lisa przygotowuje projekt naukowy, w którym po żmudnym wysiłku z gburowatego Williego czyni gentlemana. Tymczasem Homer dowiaduje się, że firma, która robi jego niebieskie spodnie znika z rynku. |                   |                   |                                       |
| 369 - 17x13 HABF06 | Stany Zjednoczone | 12 marca 2006     | The Seemingly Never-Ending Story      |
| 369 - 17x13 HABF06 | Polska            | 11 czerwca 2007   | Najwyraźniej niekończąca się historia |
| Gdy Simpsonowie zwiedzają jaskinię, Homer powoduje wykruszenie się skał i zostaje w nich uwięziony wisząc głową w dół. Marge i Bart idą szukać pomocy, a Lisa pomaga Homerowi zabić czas, opowiadając historię, która składa się z kilku mniejszych części. |                   |                   |                                       |
| 370 - 17x14 HABF07 | Stany Zjednoczone | 19 marca 2006     | Bart Has Two Mommies                  |
| 370 - 17x14 HABF07 | Polska            | 12 czerwca 2007   | Bart ma dwie mamy                     |
| Ned Flanders wygrywa bezużyteczny dla niego nowy komputer i oddaje go Marge. W zamian Marge opiekuje się dziećmi Flandersa. Gdy Marge spędza tyle czasu z Flandersami, Homer zostaje zmuszony zajmować się Bartem i Lisą. Homer zabiera dzieciaki do zwierzęcego domu spokojnej starości, lecz wycieczka idzie nie po ich myśli kiedy małpa Toot-Toot wciąga Barta do klatki i zatrzymuje jako zakładnika. Marge dowiaduje się o porwaniu z telewizyjnych wiadomości i musi wymyślić sposób na odzyskanie syna. - Gościnnie wystąpili Susan Sarandon, Antonio Fargas, Dave Thomas i Randy Johnson. |                   |                   |                                       |
| 371 - 17x15 HABF08 | Stany Zjednoczone | 26 marca 2006     | Homer Simpson, This Is Your Wife      |
| 371 - 17x15 HABF08 | Polska            | 13 czerwca 2007   | Zamiana żon                           |
| Obsesja Homera na punkcie nowego plazmowego telewizora Lenny’ego podsuwa Marge pomysł na udział w totalizatorze, w którym wygrywają wycieczkę do Fox Network w Los Angeles. Wbrew życzeniom Marge Homer zapisuje ich do programu typu „Zamiana żon” i jest zmuszona przyjąć do swego domu kobietę „noszącą spodnie” w swym małżeństwie, a sama zamieszkać z przybitym Charliem i jego perfekcyjnym synem. Charlie szybko się zakochuje w Marge, podczas gdy ona próbuje dać mu siłę stawić się własnej żonie. - Gag z tablicą: Nie będę laminował psich kup - Gościnnie wystąpił Ricky Gervais. |                   |                   |                                       |
| 372 - 17x16 HABF09 | Stany Zjednoczone | 2 kwietnia 2006   | Million Dollar Abie                   |
| 372 - 17x16 HABF09 | Polska            | 14 czerwca 2007   | Abe matadorem                         |
| Kiedy Springfield buduje nowy stadion dla drużyny NFL, Dziadek zostaje doprowadzony do samobójstwa kiedy zmusza nową drużynę NFL udać się gdzie indziej. Jednakże Dziadek dostaje drugą szansę i zamierza w pełni korzystać z życia jako matador na stadionie walk byków w Springfield. - Gag z tablicą: Nie będę wywracał klasy do góry nogami |                   |                   |                                       |
| 373 - 17x17 HABF10 | Stany Zjednoczone | 9 kwietnia 2006   | Kiss Kiss, Bang Bangalore             |
| 373 - 17x17 HABF10 | Polska            | 15 czerwca 2007   | Homer w Bangalorze                    |
| Patty i Selma uprowadzają od dawna ukochanego gwiazdora serialu MacGyver Richarda Deana Andersona podczas konwencji Gwiezdnych wrót w Springfield. Pan Burns zamyka elektrownię jądrową i przenosi ją do Indii oraz posyła tam Homera, aby ten trenował nowych pracowników. - Gościnnie wystąpił Richard Dean Anderson. |                   |                   |                                       |
| 374 - 17x18 HABF11 | Stany Zjednoczone | 23 kwietnia 2006  | The Wettest Stories Ever Told         |
| 374 - 17x18 HABF11 | Polska            | 18 czerwca 2007   | Mokre opowieści                       |
| Kiedy kolacja w restauracji Kapitana „Smażący Holender” przybiera zły obrót, rodzina opowiada sobie morskie historie: Lisa o wyprawie Mayflowera, Bart - o buncie na Tahiti, a Homer - o zatonięciu statku pasażerskiego. |                   |                   |                                       |
| 375 - 17x19 HABF12 | Stany Zjednoczone | 30 kwietnia 2006  | Girls Just Want to Have Sums          |
| 375 - 17x19 HABF12 | Polska            | 19 czerwca 2007   | Niełatwo być dziewczynką              |
| Dyrektor Skinner zostaje odwołany ze stanowiska po seksistowskiej uwadze wygłoszonej podczas wystawiania musicalu o Pocharatce i Zdrapku. Nowa dyrektorka Szkoły Podstawowej w Springfield wprowadza w placówce osobną edukację chłopców i dziewcząt. Lisa uważa, że dziewczyny są nauczane na niskim poziomie (zwłaszcza na matematyce) i wpada na pomysł przebrania się za chłopca, aby móc uczęszczać na lekcje dla chłopców i uczyć się naprawdę ważnych rzeczy. - Gościnnie wystąpiła Frances McDormand. |                   |                   |                                       |
| 376 - 17x20 HABF13 | Stany Zjednoczone | 7 maja 2006       | Regarding Margie                      |
| 376 - 17x20 HABF13 | Polska            | 20 czerwca 2007   | Odnaleźć siebie                       |
| Podczas wiosennych porządków Marge nie przeczytała umieszczonego na butelce ostrzeżenia „Używać w dobrze wentylowanych pomieszczeniach” i teraz nie pamięta wielu rzeczy, takich jak, że jest mężatką. - Gag z tablicą: Nie będę lał - Gościnnie wystąpili Sal Bando i Gene Tenace. |                   |                   |                                       |
| 377 - 17x21 HABF14 | Stany Zjednoczone | 14 maja 2006      | The Monkey Suit                       |
| 377 - 17x21 HABF14 | Polska            | 21 czerwca 2007   | Małpi spór                            |
| Lisa zostaje aresztowana za opór przeciwko nowemu, powstałemu pod naciskiem Wielebnego Lovejoya i Neda Flandersa prawu w Springfield zakazującemu uczyć o ewolucji. - Gag z tablicą: Nie mówię po francusku - Gościnnie wystąpili Melanie Griffith i Larry Hagman. |                   |                   |                                       |
| 378 - 17x22 HABF16 | Stany Zjednoczone | 21 maja 2006      | Marge and Homer Turn a Couple Play    |
| 378 - 17x22 HABF16 | Polska            | 22 czerwca 2007   | Doradztwo małżeńskie                  |
| Gwiazda Springfieldzkich Izotopów widzi Homera i Marge całujących się na oczach widzów na stadionie i prosi ich o pomoc w jego małżeństwie. Kiedy jednak Homer zostaje przyłapany na masażu szyi żonie zawodnika, wydaje się, że nic już zaradzić nie można. - Gag z tablicą: Udanych wakacji - Gościnnie wystąpili Mandy Moore i Stacy Keach. |                   |                   |                                       |